# Курултай кримськотатарського народу

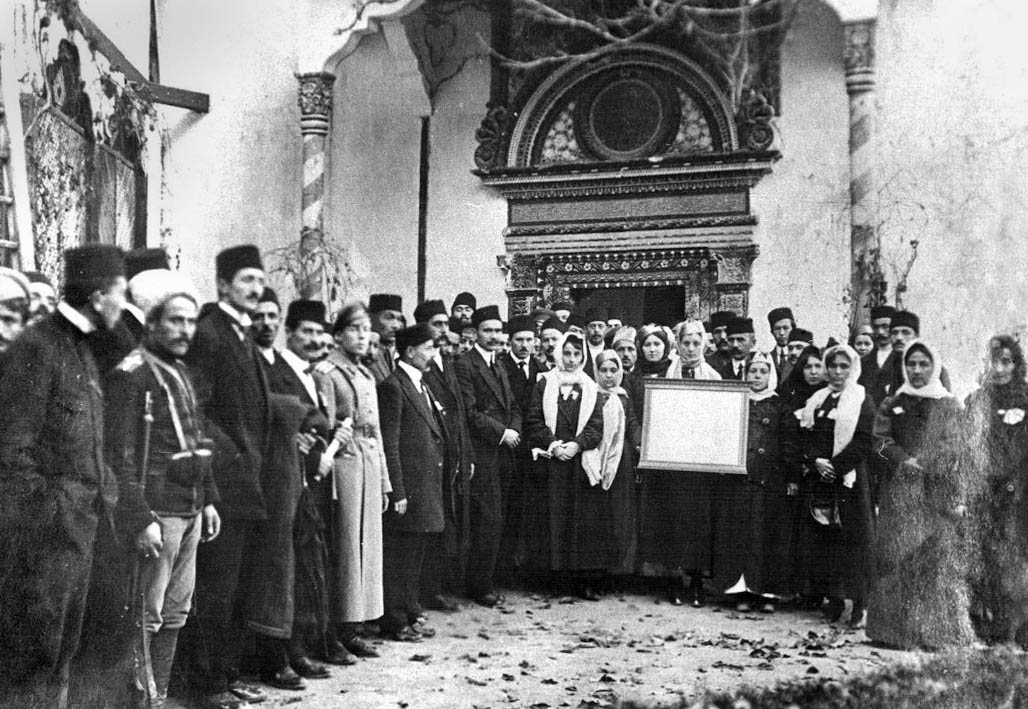
Перший Курултай кримських татар в 1917 році

Сесія нового Курултая кримськотатарського народу

Курулта́й кримськотатарського народу (крим. Qırımtatar Halqınıñ Qurultayı або Qırımtatar Milliy Qurultayı, дослівно — «Кримськотатарський національний з'їзд») — національне зібрання, вищий представницький повноважний орган кримськотатарського народу.
На Курултаї кримськотатарський народ представлений делегатами, обраними кримськими татарами та членами їхніх родин, незалежно від національності, які постійно проживають на території України, і кримськими татарами й членами їхніх родин — громадянами України незалежно від їхнього місця проживання. Термін повноважень складу Курултаю — 5 років.
Офіційною мовою Курултаю є кримськотатарська мова.

## Історія
|                                                 |  |  |
| Ювілейна монета НБУ присвячена першому Курултаю |  |  |

У грудні 1917 році проведений перший Курултай кримськотатарського народу — національного зібрання. Зазначена дата є однією з найбільш визначних в історії Криму та кримськотатарського народу.
За підсумками першого Курултаю кримськотатарського народу було оголошену Кримську Народну Республіку, сформовано її Уряд, ухвалено Конституцію та затверджено державні символи, був створений Меджліс кримськотатарського народу.
Традиція проведення кримськими татарами курултаїв була відроджена на початку 1990-х рр. у ході боротьби за повернення на історичну Батьківщину. Другий курултай відбувся в Сімферополі 26–30 червня 1991 р. Курултай ухвалив Декларацію про національний суверенітет кримськотатарського народу, якою було визначено курс на національно-державне самовизначення кримських татар і заявлено їхні права на землі та природні ресурси Криму. Також була ухвалена низка звернень і постанов. Курултай обрав представницький орган — Меджліс кримськотатарського народу. Головою меджлісу був обраний Мустафа Джемілєв, його заступником — Рефат Чубаров.
У 2017 році на державному рівні в Україні відзначався ювілей — 100 років з часу проведення першого Курултаю кримськотатарського народу (9 грудня 1917).

## Повноваження
- Ухвалює рішення з усіх важливих питань суспільно-політичної, соціально-економічної, культурної та іншої ділянок життя кримськотатарського народу.
- Визначає основні напрямки та форми діяльності Меджлісу кримськотатарського народу та інших органів Курултаю, ухвалює рішення про їхні формування та розпуск.

## Порядок діяльності
- Сесії Курултаю скликаються Меджлісом кримськотатарського народу не рідше одного разу на 2,5 року.
- При відкритті та закритті сесій Курултаю виконуються кримськотатарський національний гімн та Державний Гімн України.
- Засідання та сесії Курултаю є відкритими та ведуться гласно.
- За рішенням Курултаю може бути проведене закрите засідання сесії.